# Jacquemontia saxicola
Jacquemontia saxicola är en vindeväxtart som beskrevs av L. B. Smith. Jacquemontia saxicola ingår i släktet Jacquemontia och familjen vindeväxter. Inga underarter finns listade i Catalogue of Life.